# 吉岡一文字
吉岡一文字（よしおかいちもんじ）は、鎌倉時代の末期に興った備前国の日本刀刀工の一派で、五箇伝のうち備前伝に属する。一文字は後鳥羽院番鍛冶を務めたとされる則宗が一派の祖とされている。吉井川東岸で興った福岡一文字に続いて、鎌倉時代末期頃に吉岡一文字が福岡の北方の吉岡の地で興こる。福岡一文字と比較し、焼きに高低が少なく乱れの華やかさに乏しいものの、やや逆がかった匂い出来丁子乱れの刃文が特色。古より福岡一文字と同様珍重され、国宝に指定されているものもある。

## 作風の特徴
- 造り込み - 福岡一文字と同様、太刀が多い。刀姿は腰反りが高く、先にいってやや先反りのつく、鎌倉時代末期風の太刀姿のものが多い。元先で身幅差が小さく身幅広く、長大なものもみられ、多くが大磨上となっている。
- 地鉄 - 福岡一文字と同様、板目肌よく詰み、地沸（じにえ）が細かにつくものが典型的である。しかし、部分的に肌が流れ、肌立つものもあり、地の部分の「乱れ映り」も福岡一文字と比較すると一歩譲るところがある。
- 刃文 - 福岡一文字ほど焼きに高低なく、乱れに大小少なく、丁子乱れの匂い足が逆がかる。焼き幅は広い。帽子は乱れ込む。

## 著名刀工及び作品
福岡一文字と異なり、比較的刀工銘を切る。「一　備前国吉岡住某」という銘が見られる。「助光」が代表刀工。また、福岡一文字には皆無であった裏年期がある作も存在し、活躍時期が特定できる。福岡一文字と比べ、刃文の変化の妙、地鉄の鍛えでやや劣るとはいえ、一文字の名に恥じない名刀を残している。重要文化財に指定されている刀剣も多い。国宝指定の刀剣を紹介する。
国宝
- 太刀「－〈銘備前国吉岡住左近将監紀助光／－〈南无八幡大菩薩／南无妙見大菩薩〉元亨二年三月日 」（個人蔵） - 阿倍豊後守忠秋が大洪水の墨田川を人馬で渡りきった功を賞し、徳川家光から下賜された[1][2]。

- 薙刀 銘 「－備州国吉岡住左近将監紀助光

　　　　（裏銘）　元応二年庚申十一月日」（個人蔵） - 加賀前田家伝来。鎌倉時代屈指の名薙刀。